# Alexandre Moos

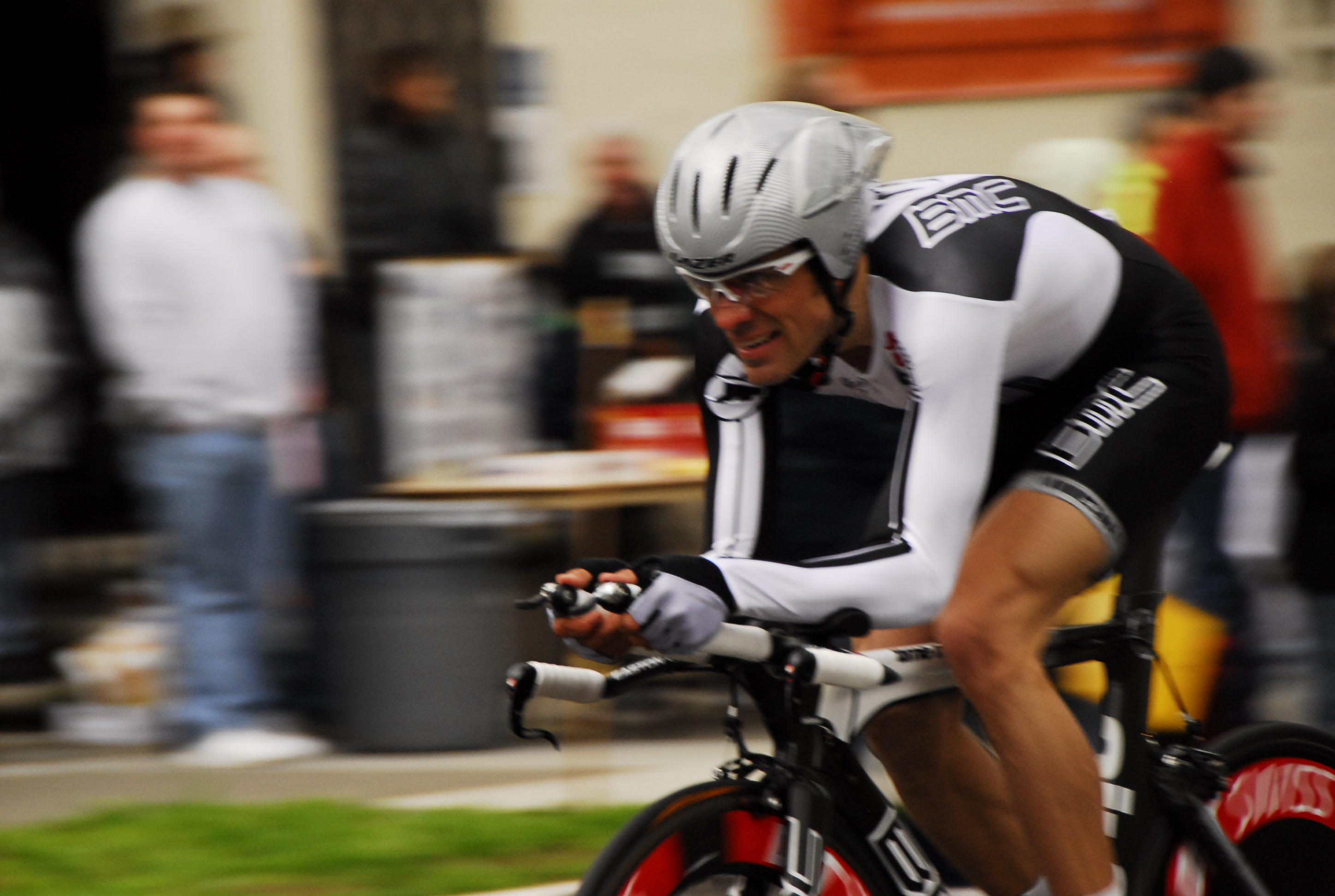
Alexandre Moos (2009)

Alexandre Moos (* 22. Dezember 1972 in Siders) ist ein ehemaliger Schweizer Radrennfahrer, der auf Strasse sowie als Mountainbiker und Cyclocrossfahrer aktiv war.

## Radsport-Laufbahn
Moos wurde 1996 Profi beim Radsportteam Saeco. Er wechselte nach einem Zwischenspiel bei Festina 2001 zum Schweizer Team Phonak Hearing Systems. 2002 gewann er eine Etappe der Tour de Suisse und wurde kurz darauf Schweizer Meister im Strassenrennen. 2004 gewann Moos die dritte Etappe der Tour de Romandie im Sprint gegen Leonardo Piepoli und Teamkollege Tyler Hamilton und 2005 das Eintagesrennen Grosser Preis des Kantons Aargau in Gippingen vor Jan Ullrich. Somit erreichte er seine grössten Erfolge auf Schweizer Boden; vor allem die Tour de Romandie bestritt er dabei zumeist sehr erfolgreich. 2004 übernahm er nach seinem Etappensieg das Gelbe Trikot des Führenden, und zwischen 2002 und 2006 kam er immer unter die besten Acht der Gesamtwertung. Bei sechs Tagesabschnitten des Rennens konnte er Podiumsplatzierungen herausfahren.
Im Jahr 2007 wechselte Moos zum BMC Racing Team, konnte dort aber keine internationalen Erfolge mehr erzielen und beendete im Juni 2010 seine Karriere als Strassenfahrer, fuhr aber noch zwei Saisons auf dem Mountainbike Rennen.

## Erfolge – Strasse

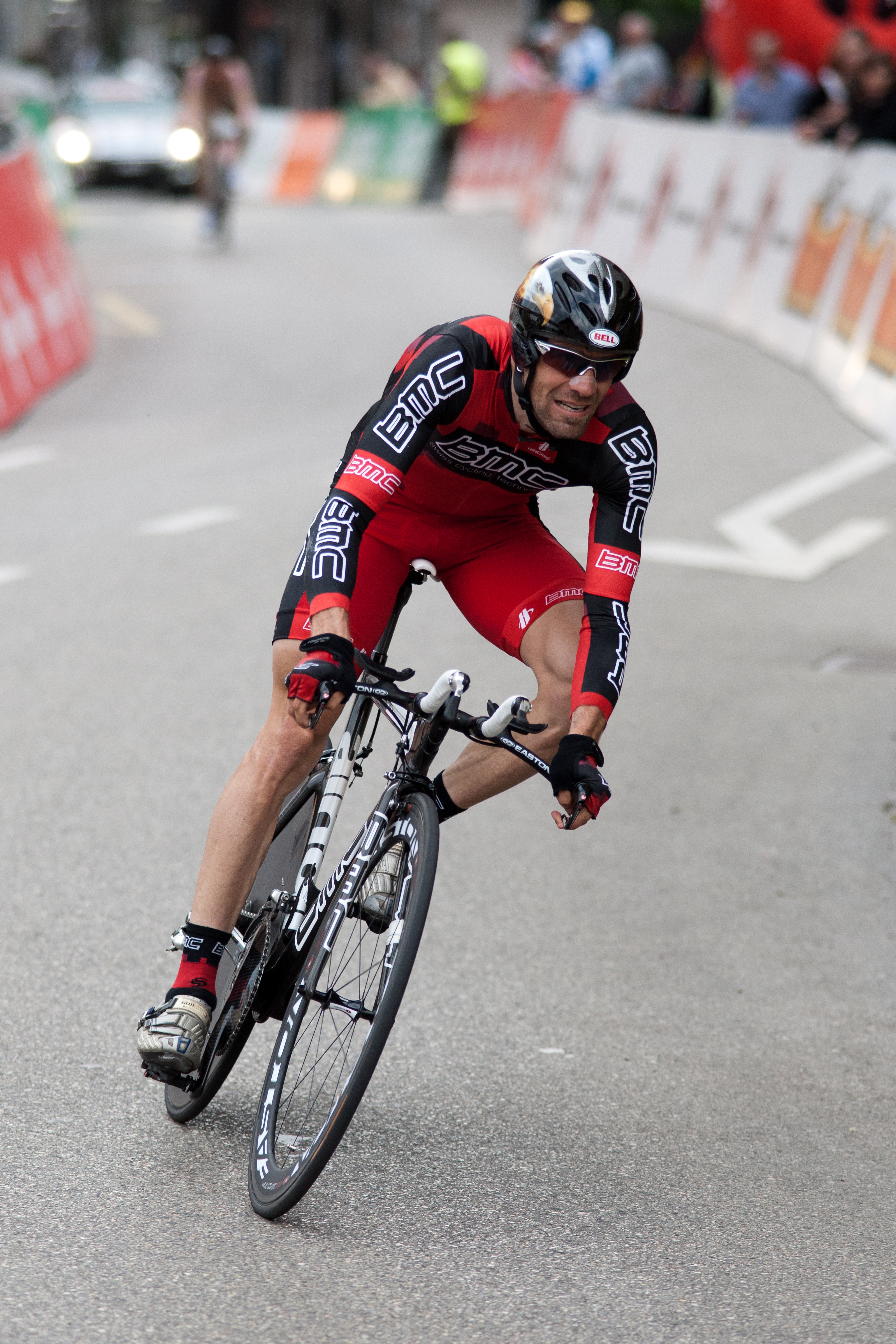
Moos bei der Tour de Romandie 2010

- 2001 Sieg beim Giro del Mendrisiotto
- 2002  Schweizer Meister – Strassenrennen
- 2002 Etappensieg bei der Tour de Suisse
- 2004 Etappensieg bei der Tour de Romandie
- 2005 Grosser Preis des Kantons Aargau

## Erfolge – Cross
2007/2008
- Int. Radquer, Dagmersellen

## Erfolge – Mountainbike
2009
- Schweizer Meister – Marathon

## Teams
- 1996 Saeco-AS Juvenes San Marino (GS1)
- 1997 Saeco (GS1)
- 1998 Saeco Macchine per Caffè (GS1)
- 1999 Festina-Lotus (GS1)
- 2000 KIA-Villiger Suisse (GS3)
- 2001 Phonak Hearing Systems (GS2)
- 2002 Phonak Hearing Systems (GS1)
- 2003 Phonak Hearing Systems (GS1)
- 2004 Phonak Hearing Systems (GS1)
- 2005 Phonak Hearing Systems (PT)
- 2006 Phonak Hearing Systems (PT)
- 2007 BMC Racing Team (CT)
- 2008 BMC Racing Team (PCT)
- 2009 BMC Racing Team (PCT)
- 2010 BMC Racing Team (PCT) bis 20.06.
- 2011–2012 BMC Mountainbike Racing Team